# Megaselia dimidia
Megaselia dimidia is een vliegensoort uit de familie van de bochelvliegen (Phoridae). De wetenschappelijke naam van de soort werd voor het eerst geldig gepubliceerd in 1926 door Schmitz.